# Plaisir de France (revistă)
Plaisir de France a fost o revistă literară franceză care a apărut începând din 1 octombrie 1934. A
fost achiziționată în anul 1976 de către Connaissance des arts, care a păstrat pentru o perioadă numele său ca subtitlu.

## Prezentare
Revista a fost condusă o lungă perioadă de Olivier Quéant (director din 1936 până în 1968) și Roger Baschet (redactor-șef începând din 1936).
În noiembrie 1939, începând cu numărul 62, revista și-a schimbat numele la Images de France.
În august 1944, începând cu numărul 111, a reapărut sub titlul său originar.
Mai multe fotografii ale lui Pierre Jahan au ilustrat această publicație din 1934 până în 1974. Printre alți fotografi celebri care au colaborat la această revistă se află și Willy Maywald.
Olivier Quéant nu a fost niciodată anchetat după Eliberare, dar proprietățile lui Baschet au fost confiscate. Plaisir de France a reapărut în 1944, dar nu imediat cu o periodicitate lunară din cauza lipsei de indemnizație de hârtie.